# تشاد إيتون
تشاد إيتون (بالإنجليزية: Chad Eaton)‏ هو لاعب كرة قدم أمريكية أمريكي، ولد في 6 أبريل 1972 في إيكستر في الولايات المتحدة.

## وصلات خارجية
- تشاد إيتون على موقع مرجع كرة القدم المحترفة.كوم (الإنجليزية)